# Sarué-Jesus
Sarué-Jesus (em amárico: ሣርወ ኢየሱስ , transc.: šariwe īyesusi , "da relva de Jesus") foi Imperador da Etiópia (nəgusä nägäst, em 1433) e membro da dinastia salomónica. Foi o filho mais velho de Tacla-Mariam. Seu nome de trono era Mehreka Nañ 

## Reinado
Segundo E. A. Wallis Budge, Sarué-Jesus governou por quatro ou oito meses e morreu de peste.  Segundo James Bruce, algumas das listas etíopes de governantes omitem seu nome.  
Durante seu governo ocorreu um confronto com o Sultanato de Adal. Em 1433 Jameladim Sadadim governante de Adal é assassinado e o irmão deste, Amadadim "Badlai" Sadadim continua o confronto que só irá terminar no reinado de seu irmão Ámeda-Jesus.
O sufixo Nan foi usada como o nome real por alguns sucessores do rei Davi I (1380-1412). Tacla-Mariam que reinou por quatro anos, recebeu o nome do trono Hezb Nan, seu primeiro filho e sucessor foi Sarué-Jesus cujo nome de trono era Meherka Nan. Ámeda-Jesus, o segundo filho de Herb Nan, recebeu o nome de trono de Badel Nan. 